# 豆甾烷醇
豆甾烷醇（英語：Stigmastanol，或称为谷甾烷醇，豆甾烷-3β-醇，Stigmastan-3β-ol）是一种存在于许多植物中的植物固醇，这一类的化合物能抑制人体对食物中胆固醇的吸收。动物实验表明豆甾烷醇还能抑制肝脏胆固醇的合成
豆甾烷醇可看作豆固醇和β-谷固醇的氢化产物。